# Mlynica (přítok Popradu)
Mlynica je řeka ve Vysokých Tatrách na Slovensku. Protéká západní částí okresu Poprad. Je dlouhá 22,5 km. Velikost povodí činí 79,6 km². Je tokem IV. řádu. Starší názvy jsou Lučivnianka nebo Malý Poprad.

## Průběh toku
Pramení v Mlynické dolině, v oblasti Kozích ples v prostoru mezi vrcholy Štrbské Solisko (2301,8 m) a Satan (2421,5 m). Přibližně v nadmořské výšce 1900 m se objevuje jako povrchový tok. Na horním toku protéká údolím na jih přes Pleso nad Skokom a pod ním vytváří přibližně 30 m vysoký vodopád Skok. V dolní části údolí se stáčí na jihovýchod. V oblasti osady Štrbské Pleso teče souběžně s řekou Poprad na levém břehu (cca 3 km) opět na jih, přičemž v období zvýšených průtoků odvádí do ní část vody svým původním korytem. Na místě rašeliniště pod Štrbským plesem vzniklo jeho zahrazením Nové Štrbské pleso, které shromažďuje průsaky z morény na jižním úbočí. Dál pokračuje Lučivnianskou dolinou, přičemž nejprve vytváří oblouk na východ a za samotou Stredný mlyn pokračuje na jihovýchod. Od soutoku se Štrbským potokem teče k ústí víceméně na východ. Má charakter bystřiny, vytváří početné prahy a koryto se zde často větví. Za obcí Lučivná, na dolním toku, se výrazněji vlní. Vlévá se zprava do Popradu na území města Svit v nadmořské výšce přibližně 730 m.

### Geomorfologické celky
- Tatry
  - podcelek Východné Tatry, část Vysoké Tatry
- Podtatranská kotlina
  - podcelek Tatranské podhorie,
  - podcelek Popradská kotlina, část Štrbská pahorkatina

### Přítoky
- zprava - Lieskovec, zpod vrchu Na háji (925,0 m), zpod vrchu Vlčia jama (924,5 m), Štrbský potok, ze severovýchodního úpatí Sviniarky (937,7 m), Lopušná,
- zleva - z oblasti Nemeckej, zpod kóty 894,8 m, Podhájsky potok, Rakovec, Potôčik.

### Osídlení
Protéká osady Štrbské Pleso, Nové Štrbské Pleso, okrajem Tatranské Štrby, samotou Stredný mlyn, osady Prostredný Mlyn a Valtierová, obec Lučivná a město Svit.

## Vodní režim
Průměrný roční průtok vody v ústí činí 0,67 m³/s, nejvyšší 50 m³/s a nejnižší 0,12 m³/s. Na začátku Mlynické doliny při ploše povodí 7,5 km² před oddělením původního ramene do Popradu je průměrný průtok 0,319 m³/s, maximální 30 m³/s a minimální 0,1 m³/s, přičemž minimum nastává během února a března a maximum v červnu.